# Gisulf II
Gisulf II (zm. ok. 611) – książę Friuli w latach 591/594–ok. 611, syn Gisulfa I.
Gisulf i Gaidoald z Trydentu spierali się z królem Agilulfem, dopóki nie zawarli pokoju w 603. Gisulf sprzymierzył się z Awarami, by toczyć wojnę z Istrią.
Po śmierci patriarchy Akwilei Serwera w okresie schizmy Trzech Rozdziałów w 607 wyznaczył na jego miejsce opata Jana oraz Kandidiana na biskupa Grado.
Najważniejsze wydarzenie jego rządów miało miejsce około 611. Awarowie najechali wtedy Italię i terytorium Gisulfa było pierwszym rejonem, przez który przeszli. Gisulf zebrał wielką armię i wyszedł im na spotkanie. Jednakże Awarowie dysponowali większymi siłami i wkrótce przytłoczyli Longobardów. Gisulf zginął w bitwie, a jego księstwo zostało opanowane.
Gisulf pozostawił czterech synów i cztery córki przy żonie Romildzie (lub Ramhildzie). Jego dwaj najstarsi synowie Tasso i Kakko zostali jego następcami. Młodsi synowie Gisulfa, Radoald i Grimoald, uciekli do Arechisa I, krewnego Gisulfa. Obaj w końcu zostali po sobie książętami Benewentu, a Grimoald nawet został królem. Gisulf pozostawił córkę Gailę, która poślubiła Garibalda II księcia Bawarii, oraz Appę. Imiona dwóch pozostałych córek nie zachowały się.